# Armand de Quatrefages

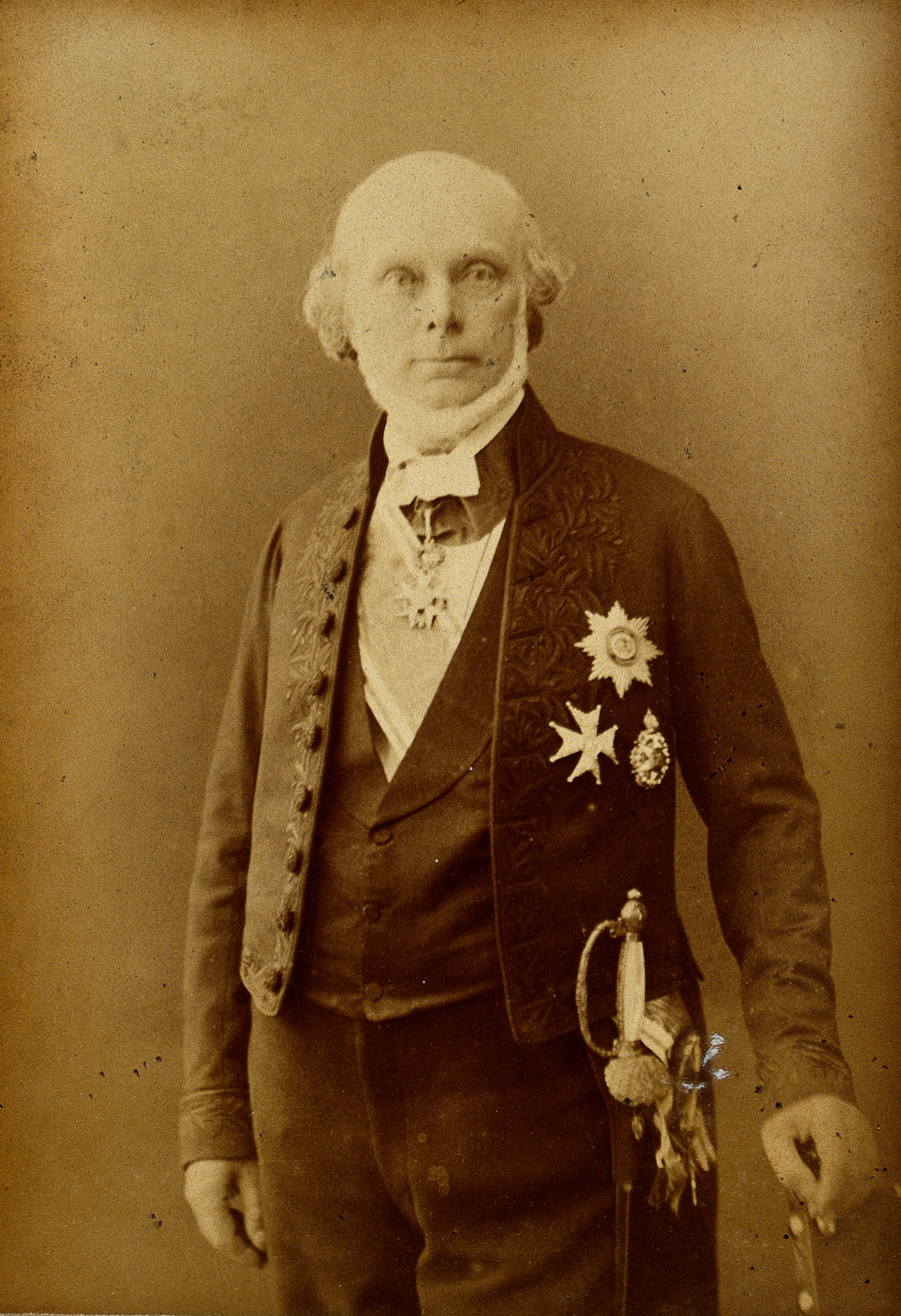
Armand de Quatrefages
Foto door Eugene Pirou

Jean Louis Armand de Quatrefages de Bréau, kortweg Armand de Quatrefages (Berthézene, 10 februari 1810 - Parijs, 12 januari 1892) was een Frans arts, wiskundige en natuurwetenschapper. Hij maakte naam als zoöloog en was een invloedrijk wetenschapper in de tweede helft van de 19e eeuw.

## Leven en werk
De Quatrefages werd geboren in Berthézene bij Valleraugue (Gard). Als twintigjarige trok hij naar Straatsburg waar hij geneeskunde en wiskunde studeerde. Na zijn doctoraat in de geneeskunde ging hij aan de slag aan de Universiteit van Straatsburg. In 1840 haalde hij ook zijn doctoraat in de Natuurwetenschappen. Hij werkte gedurende tien jaar als arts in Toulouse en ondertussen zette hij zijn natuurkundige studies verder. Hij werd opgemerkt door zijn publicaties en in 1838 werd hij benoemd tot professor in de zoölogie aan de Universiteit van Toulouse.
Hij ondernam verschillende reizen in het kader van zijn zoölogisch onderzoek: naar het zuiden van Frankrijk, Sicilië en het noorden van Spanje. Hij beschreef honderden nieuwe diersoorten en interesseerde zich ook in de embryologie en de teratologie. Hij verhuisde naar Parijs en werd in 1850 benoemd tot professor Natuurgeschiedenis aan het Lycée Napoléon. In augustus 1855 werd hij benoemd tot hoofd van de afdeling Antropologie van het Musée d'histoire naturelle van Parijs. Daar gaf hij onderwijs en publiceerde in de vakliteratuur, onder andere Histoires des races humaines en het eigenaardige La race prussienne. In dit laatste artikel betoogde hij dat de Pruisische natie niet Duits is maar enkel de taal van de Duitse natie overnam. Qua gebruiken, ideeën en inborst zag hij een wezenlijk verschil tussen de Pruisen en de Duitsers. De Duitser zou altijd een onderworpen positie hebben gehad en in de tijd van de Quatrefages was de Duitser onderworpen aan de Pruis. Deze visie was waarschijnlijk ingegeven door de Franse nederlaag in de Frans-Duitse Oorlog. De Quatrefages had lang in Straatsburg gewoond en was gehuwd met een Elzasser en kon de annexatie van Elzas-Lotharingen moeilijk verkroppen.
Hij was een goede vriend van Henri Milne-Edwards, onder wie hij als jonge man had gewerkt. Hij correspondeerde met verschillende belangrijke wetenschappers van zijn tijd, zoals Charles Darwin en Louis Agassiz, en nam deel aan verschillende Wereldtentoonstellingen en wetenschappelijke congressen.

## Overlijden
De Quatrefages bleef actief tot zijn dood in januari 1892. Hij overleed in het Musée d'histoire naturelle van Parijs waar hij niet alleen werkte maar ook woonde. Tijdens zijn uitvaart werd een rede door Alphonse Milne-Edwards gegeven: il avait hérité de ses pères un âme droite et loyale, un grand désintéressement et un simplicité de moeurs qui devient chaque jour plus rare.

## Erkenning
De Quatrefages was lid van talrijke wetenschappelijke genootschappen:
- Académie des sciences, vanaf 26 april 1852, als opvolger van de Savigny
- Académie de medecine
- Société nationale d'agriculture de France
- Royal Society (Londen)
- Keizerlijk genootschap van natuurwetenschappers (Moskou)

Hij werd benoemd tot Commandeur van het Légion d'honneur in 1881.

## Publicaties
De Quatrefages publiceerde talrijke artikels in wetenschappelijke tijdschriften. Hij schreef onder andere de boeken Souvenirs d'un naturaliste, L'Espèce humaine (1877) en The Human Species (1879).
- Bibsys: 90841508
- Biblioteca Nacional de España: XX1479646
- Bibliothèque nationale de France: cb12116326s (data)
- Catàleg d'autoritats de noms i títols de Catalunya: 981058529075006706
- CiNii: DA16365472
- Stuttgart Database of Scientific Illustrators 1450–1950: 10119
- Gemeinsame Normdatei: 116317639
- International Standard Name Identifier: 0000 0001 2096 7233
- Library of Congress Control Number: no97031189
- Base Léonore: LH//2243/66
- Nationale Bibliotheek van Tsjechië: mub20221156321
- Nationale bibliotheek van Australië: 35055691
- Nationale Bibliotheek van Israël: 987012313777005171
- Nederlandse Thesaurus van Auteursnamen: 07162869X
- Istituto Centrale per il Catalogo Unico: MODV157434
- LIBRIS: 228998
- SNAC: w65434jq
- Système universitaire de documentation: 029563569
- Trove: 813707
- Virtual International Authority File: 100206979
- WorldCat: E39PBJjMC346wCKHwFBxPjtqcP